# Pour le Courage et la Bravoure
Pour le Courage et la Bravoure (en ukrainien : За мужність та відвагу) est une distinction décernée pour la défense de l'État ukrainien. 
Un premier décret avait instauré la distinction le 18 août 2015 avec le ruban bleu mais jamais officialisé.